# Amiga 1500
Amiga 1500 var en modell av Amiga 2000 som endast såldes på den engelska marknaden. Då den typiska konfigurationen av Amiga 2000 i Storbritannien innehöll en för sin tid dyr hårddisk med tillhörande kontroller lanserades A1500 som en billigare modell med enbart två 3,5-tums diskettenheter. Vissa menar att Commodore införde modellen för att täppa till ett "hål" i modellnumren mellan A1000 och A2000 som användes av utomstående företag för att marknadsföra ombyggnadschassin med för Amiga 500. Senare A1500-modeller med Kickstart 2.0 kallades ibland för A1500+, analogt med A500+.